# Hopi
Hopiji ali Hopi (okrajšano iz originalnega imena Hopituh Shi-nu-mu - miroljubno ljudstvo) so severnoameriško staroselsko ljudstvo, ki šteje okoli 10.000 pripadnikov in sodi med »Indijance Pueblo«. Živijo v severni Arizoni, sestavljeni pa so iz posameznih klanov. Hierarhično je najpomembnejši najstarejši klan, ki je prišel z območja Anasazi, severno in vzhodno od območja, kjer Hopiji živijo danes.
So iz jezikovne družine Uto-Azteki, živeč na območju rezervata Hopi in severovzhodni Arizoni. Leta 1990. so imeli Hopi okoli 12.000 duš. Spadajo v kuluro Pueblo.

## Ime
Hopi sami sebe imenujejo Hópitu, "miroljubni" ali Hópitu-shínumu, "miroljubni ljudje". Ime jim tudi pristaja, saj so Hopi resnično 'miroljubni' in jih v literaturi pogosto navajajo kot 'Miroljubne'. Ime Moki ali Moqui ni razjasnjeno, v njihovem jeziku ta beseda pomeni 'mrtev' in zagotovo nima nobene etnične vrednosti. Od imen, ki so jim jih dala druga plemena, so jih najlepše opisali Apači, ki so jih poimenovali A-ar-ke ali E-ar'-ke, kar pomeni "tisti, ki živijo visoko na vrhu mese". Hopiji so bili prisiljeni graditi svoje pueble na mesah prav zaradi napadov Apačev in Navahov ter kasneje Špancev.

## Puebli
Hopi so imeli sedem glavnih  pueblov, ki morda imajo tudi nekatere značilnosti plemena. To so:
- Awatobi (uničeno), na mesi 9 milj jugovzhodno od Walpija.

- Mishongnovi, na Second Mesa.

- Oraibi, na Third ali West Mesa.

- Shipaulovi, na Second ali Middle Mesa.

- Shongopovi, na Second Mesa.

- Sichomovi, na First ali East Mesa.

- Walpi, na First Mesa.

Obstaja še nekaj manj znanih pueblo-naselij:
- Homolobi, blizu Winslowa, ta pueblo so naselili predniki iz različnih Hopi-klanov.

- Kisakobi, na severozahodni strani East Mesa. Pripadal prednikom Walpijev.

- Kuchaptuvela, na terasah First East Mesa blizu Walpija. Pripadal prednikom Walpijev.

- Moenkapi, kmečka vas Oraibija okoli 40 milj severozahodno od njega.

Različni avtorji redno med pueble Hopijev pišejo tudi tistega Hano ali Tewa Indijancev, tujega plemena, ki nima nič skupnega s šošonskim plemenom Hopi, razen dejstva, da so se naselili na njihovi zemlji.
| Prva Mesa ("Vzhodna Mesa")                                         | Druga Mesa ("Srednja Mesa")                                           | Hotevilla-Bacavi ali Tretja Mesa ("Zahodna Mesa")              | Skupnosti (druga naselja) |
| ------------------------------------------------------------------ | --------------------------------------------------------------------- | -------------------------------------------------------------- | --- |
| Walpi (Waalpi/Wàlpi) Hano (Hano-Tewa/Hanoki) Sichomovi (Sitsomovi) | Shongopovi (Songòopavi) Mišongnovi (Musangnuvi) Šipaulovi (Sipaulovi) | Hoteleva (Hotvela) Bakavi (Paaqavi) Oraibi (Orayvi/Old Oraibi) | Polacca (Poo la ka ka/Polacca-Tewa) Keams Canyon (Pongsikya/Pongsikvi) Spodnji Moenkopi (Lower Mùnqapi) Zgornji Moenkopi (Zgornji Mùnqapi) Vas Kykotsmovi (Kiqötsmovi/New Oraibi) Winslow West Spider Mound (Yuuwelo Paaki/Yuh Weh Loo Pah Ki) |

## Kratka zgodovina
Hopije leta 1540 obiščejo ljudje Francisca Coronada, ki jih vodi Pedro de Tovar, vendar so zaradi geografske izoliranosti ostali precej dolgo prihranjeni evropskega vpliva v primerjavi z drugimi pueblo plemeni. Španci svoje misije začnejo ustanavljati šele leta 1629 v pueblih Awatobi, Oraibi in Shongopovi. Te misije so bile kasneje uničene v uporu, ki ga je vodil slavni Pope. Ena skupina Hopijev, Awatobi, je povabila misijonarje, naj se vrnejo. Hopi, čeprav miroljubni, so se razjezili na njihovo dejanje in jim uničili pueblo. Po 'Pueblo uporu' so Indijanci zapustili pueble, zgrajene v podnožju, in zgradili nove na mesah, da bi se lahko branili pred Španci. V istem času je skupina Tewa Indijancev, Hano, pobegnila iz območja reke Rio Grande in si zgradila pueblo med 'Miroljubnimi'.
Tekom 18. in 19. stoletja so se pogostili napadi Navaho Indijancev, sorodnikov Apačev iz skupine Athapaskan. Težave z bojevito apaško skupino so se zanje končale šele v poznem 19. stoletju s pacifikacijo le-teh. Leta 1882 je bil za 'Miroljubne' ustanovljen rezervat Hopi Indian Reservation, na katerem še danes živijo s Hano Indijanci, vendar so na njem tudi pripadniki drugih plemen. Obkrožen z vseh strani z rezervatom Navahov, v 60. in 70. letih 20. stoletja pride do novih težav z Navahi, ki so v velikem številu prišli na rezervat Hopijev z večinsko Navaho-populacijo. Prišlo je do hudega konflikta in več kot 10.000 Navahov in nekaj manj kot 100 Hopijev s tega območja je bilo treba preseliti.

## Etnografija
Hopi so stalno naseljeni kmetje, gojitelji koruze, fižola, bombaža, tobaka in drugih kultur. Puebli Hopijev so razdeljeni po klanih, najbolj znana sta seveda klana 'Antilopa' in 'Kača', katerih člani prirejajo sveto slovesnost 'Ples kač', ples, v katerem plešejo z živimi kačami v ustih. Vse v 'Plesu kač' se v bistvu nanaša na molitev za dež, ki mora pasti in dati življenje koruzi, ki bo nahranila Indijance. Klan Jazbec prireja plese Kachina. Njihove verske obrede je opisal umetnostni zgodovinar in etnolog Aby Warburg v knjigi Ritual kače (IPU: Zagreb, 1996).